# Santa Devota
Devota (Lucciana, 283 – Mariana, 304) fu una martire corsa, venerata come santa dalla Chiesa cattolica.

## Biografia
Nacque attorno al 283 a Lucciana e morì durante una persecuzione a Mariana nel 304. Poco si sa della sua vita, se non episodi collegati direttamente alla storia romana. Nacque durante la breve, ma tremenda persecuzione di Diocleziano. Tutta la sua vita si svolse a Mariana in Corsica.
Consacrò la sua vita a Dio ma, ancora giovane, nel 304, scoperta e denunciata come cristiana (la tradizione ci dice ad opera di una spia), fu imprigionata e torturata a morte. Il governatore romano pare avesse ordinato di bruciarne il corpo, che venne invece nottetempo trafugato da un certo Graziano e da un presbitero di nome Benenato, con lo scopo di dare una sepoltura cristiana alla giovane martire.
Diretti in Africa, a causa di una tempesta furono dirottati lungo la costa ligure, presso il vallone dei Galmati, oggi parte del Principato di Monaco. La tradizione vuole che dal corpo della santa sia uscita una colomba che abbia indicato la via ai due uomini. Nel punto della riva in cui l'imbarcazione con il corpo della santa approdò, il 27 gennaio 312, fu trovato un inusuale roseto fiorito e, poco distante, il corpo di Devota.
Nello stesso luogo fu costruita poi una cappella che, rifatta e ampliata, esiste ancora oggi. Il 9 giugno 2003 il principe Ranieri III di Monaco ha partecipato alla cerimonia di Pentecoste nella cattedrale di Santa Maria Assunta a Lucciana, in presenza del vescovo di Monaco e del vescovo di Aiaccio.

## Patronati
- Corsica
- Mariana (Francia)
- Principato di Monaco
- Famiglia Grimaldi